# Clio Glacier
Clio Glacier är en glaciär i Antarktis. Den ligger i Östantarktis. Nya Zeeland gör anspråk på området. Clio Glacier ligger 1 185 meter över havet.
Terrängen runt Clio Glacier är bergig söderut, men norrut är den kuperad. Trakten är obefolkad. Det finns inga samhällen i närheten.